# Roger Mills (réalisateur)
Pour les articles homonymes, voir Roger Mills et Mills.
Roger Mills est un réalisateur, scénariste et acteur américain né le 10 février 1951 à Whittier, Californie (États-Unis).

## Filmographie

### comme réalisateur
- 1989 : Around the World in 80 Days (feuilleton TV)
- 1992 : Pole to Pole (feuilleton TV)
- 1997 : Full Circle with Michael Palin (feuilleton TV)
- 2002 : Sahara (feuilleton TV)
- 2004 : Himalaya (feuilleton TV)

### comme scénariste
- 1999 : Sexe, strip-tease et tequila (Just a Little Harmless Sex)

### comme acteur
- 2000 : Soledad : Aristocrat